# جیمز مک‌میلان (آهنگساز)
سر جیمز مک‌میلان (انگلیسی: James MacMillan؛ زادهٔ ۱۶ ژوئیهٔ ۱۹۵۹) رهبر (موسیقی)، آهنگساز اهل بریتانیا است.